# Старков Ігор Георгійович
Старков Ігор Георгійович (21 липня 1931, м. Гасан-Кулі, Туркменська РСР, СРСР — 24 червня 1987, Одеса, УРСР, СРСР) — радянський український сценарист, актор.

## Життєпис
Навчався на сценарному факультеті Всесоюзного державного інституту кінематографії. Закінчив Вищі сценарні курси (1961). 
Працював піротехніком, асистентом режисера Одеської кіностудії.
Автор сценаріїв художніх фільмів: «Їм було дев'ятнадцять...» (1960), «Таємниця» (1963), «Увага, цунамі!» (1969), «Останній рік Беркута» (1977), «Вигідний контракт» (1979, т/ф, 4 с, у співавт.).
Знявся у кінокартинах: «Комеск» (1965), «Випадок зі слідчої практики» (1966, Баришников), «Короткі зустрічі» (1967), «Тиха Одеса» (1967), «Довгі проводи» (1971), «Поїзд у далекий серпень» (1971), «Легка вода» (1972), «Вершники» (1972), «Хлопчаки їхали на фронт» (1975), «Пам'ять землі» (1976, міні-серіал), «Фотографії на стіні» (1978), «Артем» (1978), «Місце зустрічі змінити не можна» (1979), «Жіночі радощі й печалі» (1982), «Тепло рідного дому» (1983), «Сніг у липні» (1984), «Пустеля» (1991) та ін.
Поставив стрічку «Пошук» (в титрах немає) (1967, у співавт. з Є. Хринюком і К. Жуком).
Був членом Спілки кінематографістів України.
Помер 24 червня 1987 р. в Одесі.